# Anders Burman
Bengt Anders Oscar Burman (né le 24 septembre 1928 à Stockholm, décédé le 26 juin 2013 dans la même ville) est un producteur de musique et musicien suédois.

## Biographie
Anders Burman forme son premier orchestre au milieu des années 1940, qui comprend Gunnar "Siljabloo" Nilson notamment, et joue dans divers groupes de jazz traditionnels et orchestres de danse au cours des années 1950. En 1949, il fonde la maison de disques Metronome avec son frère Lars et Börje Ekberg comme un pur projet de passe-temps pour enregistrer des disques de jazz. De nombreux grands artistes suédois sortent des disques sur ce label, dont Alice Babs, Charlie Norman, Sonya Hedenbratt ou Owe Thörnqvist. Dans les années 1960, il publie des chanteurs suédois comme Cornelis Vreeswijk, Fred Åkerström, les Jailbird Singers, John Holm, Bernt Staf ou Pugh Rogefeldt.
Dans le film Cornelis, sorti en 2010, Burman est interprété par Johan Glans.